# نیکلای بوژوف
نیکلای بوژوف (بلغاری: Николай Божов؛ زادهٔ ۱۸ ژوئیهٔ ۱۹۷۷) بازیکن فوتبال اهل بلغارستان است.